# Diadasia baeri
Diadasia baeri är en biart som först beskrevs av Joseph Vachal 1904.  Diadasia baeri ingår i släktet Diadasia och familjen långtungebin. Inga underarter finns listade i Catalogue of Life.